# 横斑燕鳐
横斑燕鳐（学名：Cypselurus cyanopterus）为飞鱼科燕鳐属的鱼类，俗名蓝鳍燕鳐鱼、黑鳍飞鱼。分布于台湾岛以及南海、东海等海域。该物种的模式产地在巴西。